# چاه واحدبخش ایزدشناس
چاه واحدبخش ایزدشناس روستایی در دهستان پیشین بخش پیشین شهرستان راسک استان سیستان و بلوچستان ایران است.

## جمعیت
بر پایه سرشماری عمومی نفوس و مسکن در سال ۱۳۹۵ جمعیت این روستا ۲۹ نفر (۷خانوار) بوده‌است.